# Kleszczów (województwo śląskie)
Kleszczów (niem. Klüschau) – wieś sołecka w Polsce położona w województwie śląskim, w powiecie gliwickim, w gminie Rudziniec.
W latach 1975–1998 miejscowość administracyjnie należała do województwa katowickiego.
Nazwę Kleszczów otrzymał węzeł łączący autostradę A4 z drogą krajową 88.

## Nazwa
W księdze łacińskiej Liber fundationis episcopatus Vratislaviensis (pol. Księga uposażeń biskupstwa wrocławskiego) spisanej za czasów biskupa Henryka z Wierzbna w latach 1295–1305 miejscowość wymieniona jest w zlatynizowanej formie Clesstovitz.

## Historia
Wieś wzmiankowana w 1743 roku.

## Zabytki
- Kościół NMP – kościół z 1982 roku, wybudowany na bazie kaplicy z drugiej połowy XIX wieku.
- Zabytkowy dom - dom z końca XIX wieku.
- Zbiorowa mogiła wojenna - mogiła żołnierzy niemieckich poległych w 1945 roku.

## Edukacja
Szkoły podstawowe:
- szkoła podstawowa w Kleszczowie